# 正福寺山公園
正福寺山公園（しょうふくじやまこうえん）は、広島県東広島市安芸津町三津にある民有公園。桜の名所として知られる。

## 歴史
四国の山々まで見渡せる小高い丘に位置する。1934年（昭和9年）に公園開設の機運が高まって桜の試植が行われた。樹の順調な生育が確認できたことから、1949年（昭和24年）から本格的な公園整備が始まった。市民などからの記念樹等の植樹もあり、園内には約1200本の桜が植えられている。
2020年代には高齢化で管理団体が解散の方針を決めたため、東広島市や安芸津町観光協会では安芸津町観光協会の会員などを対象に「桜管理講習会」を開くなど維持管理に努めている。

## アクセス
- JR呉線 安芸津駅から徒歩10分
- 東広島呉自動車道 下三永福本ICから20分